# ジョニー・ブレダル
ジョニー・ブレダル（Johnny Bredahl、1968年8月27日 - ）は、デンマークのプロボクサー。コペンハーゲン出身。元WBO世界スーパーフライ級王者。元WBA世界バンタム級王者。デンマークのプロボクサーで初の世界2階級制覇王者。兄は元WBO世界スーパーフェザー級王者のジミー・ブレダル。現役時代はチーム・パーレ所属。

## 来歴
1988年のソウルオリンピックの出場実績を引き下げ、1988年12月8日、プロデビューを果たし6回判定勝ちを収めた。
1989年3月17日、ジョー・マーレンと対戦し6回判定勝ちを収めた。
1990年12月8日、ベニート・マルチネスと対戦し5回KO勝ちを収めた。
1991年5月17日、アントニオ・ピカーディと対戦し8回判定勝ちを収めた。
1992年3月14日、コペンハーゲンのスキャンディナビア・ホテルでEBUヨーロッパバンタム級王座決定戦でドニー・ホードと対戦し7回TKO勝ちを収め王座獲得に成功した。
1992年9月4日、コペンハーゲンのパーケンでWBO世界スーパーフライ級王者ホセ・キリノと対戦し12回3-0(2者が118-111、119-110)の判定勝ちを収め初挑戦で王座獲得に成功した。
1993年3月26日、シークスビギニーゲンでラファエル・キャバンと対戦し12回3-0(119-109、120-108、118-110)の判定勝ちを収め初防衛に成功した。
1993年10月29日、ストーレバエルサーレンでエドゥアルド・ナザリオと対戦し4回2分54秒失格勝ちを収め2度目の防衛に成功した。
1994年3月25日、エドゥアルド・ナザリオと因縁の再戦。試合は12回3-0(118-111、118-109、119-110)の判定勝ちを収め5か月前の因縁を清算する3度目の防衛に成功した。
1994年10月12日、ブレダルはデンマークのプロボクサー初の世界2階級制覇を狙いWBO世界スーパーフライ級王座を返上した。
1995年12月2日、北アイルランドベルファストのキングス・ホールでWBC世界バンタム級王者のウェイン・マッカラーと対戦するも8回1分55秒TKO負けを喫し、2階級制覇に失敗した。
1996年2月16日、エフレイン・ピントールとIBO世界バンタム級王座決定戦を行い2回TKO勝ちを収め王座獲得に成功した。
1996年3月29日、ブロードバイ・ハーレンでロランド・パスキアと対戦し初回KO勝ちを収め初防衛に成功した。
1996年5月31日、K・B・ハーレンでEBUヨーロッパバンタム級王座決定戦でアレクサンドル・ヤグポブと対戦し12回判定勝ちを収めEBU王座返り咲きと、IBO王座は2度目の防衛に成功した。
1996年11月30日、ハラルド・ゲイアーと対戦し5回TKO勝ちを収めEBU王座は初防衛、IBO王座は3度目の防衛に成功した。
1997年3月14日、ドリュー・ドチャーティーと対戦し3回2分36秒TKO勝ちを収めEBU王座は2度目の防衛に成功した。
1997年5月2日、ラウレアーノ・ラミレスと対戦し8回KO勝ちを収めIBO王座は4度目の防衛に成功した。
1997年6月13日、イゴール・ゲラシモフと対戦し5回KO勝ちを収めIBO王座は5度目の防衛に成功した。
1997年10月3日、オーストレ・ガスバエークでハビエル・カンパナリオと対戦し5回KO勝ちを収めEBU王座は3度目、IBO王座は6度目の防衛に成功した。
1998年2月13日、後のWBO世界バンタム級王者クルス・カルバハルと対戦し、8回3-0(77-74、78-74、78-75)の判定勝ちを収めた。
1998年4月3日、アレクサンドル・ヤグポブと再戦し12回3-0(2者が119-110、119-111)の判定勝ちを収めEBU王座は4度目、IBO王座は7度目の防衛に成功した。
1998年6月5日、K・B・ハーレンでWBU世界バンタム級王者パトリック・クカと対戦し5回TKO勝ちを収め王座獲得に成功した。
1999年5月4日、IBC世界バンタム級王者カメル・ゲルフィーとEBUヨーロッパバンタム級王座決定戦を行い6回KO勝ちを収めEBUとIBC王座獲得に成功した。
1999年10月29日、パウル・ローランドと対戦し初回TKO勝ちを収めIBC王座とEBU王座は共に初防衛に成功した。
2000年3月4日、マンダレイ・ベイ・イベント・センターでWBA世界バンタム級王者ポーリー・アヤラと対戦し12回0-2(112-115、114-114、111-116)の判定負けを喫し2階級制覇に失敗した。
2000年9月1日、WBAインターコンチネンタルバンタム級王者ロベルト・ロペスと対戦し12回判定勝ちを収め王座獲得に成功した。
2000年12月1日、アレクサンドル・ダ・シルバと対戦し5回KO勝ちを収めWBAインターコンチネンタル王座は初防衛、IBC王座は2度目の防衛に成功した。
2001年3月9日、K・B・ハーレンでジョエル・ジュニオと対戦し12回3-0(2者が120-108、119-109)の判定勝ちを収めWBAインターコンチネンタル王座は2度目、IBC王座は3度目の防衛に成功した。
2002年4月19日、ファルコナー・センテレトでWBA世界バンタム級王者のエイディ・モヤと対戦し9回2分40秒KO勝ちを収めデンマークのボクサーで初となる世界2階級制覇を達成した。
2002年11月8日、元世界4階級制覇王者のレオ・ガメスと対戦し12回3-0(117-112、117-113、115-114)の判定勝ちを収めWBA王座は初防衛、IBC王座は4度目の防衛に成功した。
2003年10月24日、ダビット・グエラウルトと対戦し12回3-0(117-110、118-111、114-113)の判定勝ちを収め2度目の防衛に成功した。
2004年3月13日、ブロンドバイ・ハーレンで元日本バンタム級王者の仲宣明と対戦し12回3-0(117-112、118-109、117-111)の判定勝ちを収め3度目の防衛に成功した。
2005年2月26日、ブレダルは王座在位のまま現役引退を表明しWBA世界バンタム級王座を返上した。
2006年3月30日、K・B・ハーレンで1年振りの復帰戦でアレクサンドル・フェドロフとWBOインターコンチネンタル並びにWBAインターコンチネンタルバンタム級王座決定戦を行い7回43秒失格勝ちを収め王座獲得に成功したのを最後にブレダルは正式にリングを降りた。

## 獲得タイトル
- EBUヨーロッパバンタム級王座
- WBO世界スーパーフライ級王座（防衛3=返上）
- IBO世界バンタム級王座
- WBU世界バンタム級王座
- IBC世界バンタム級王座
- WBAインターコンチネンタルバンタム級王座
- WBA世界バンタム級王座（防衛3=返上）
- WBOインターコンチネンタルバンタム級王座